# Toll-like receptor

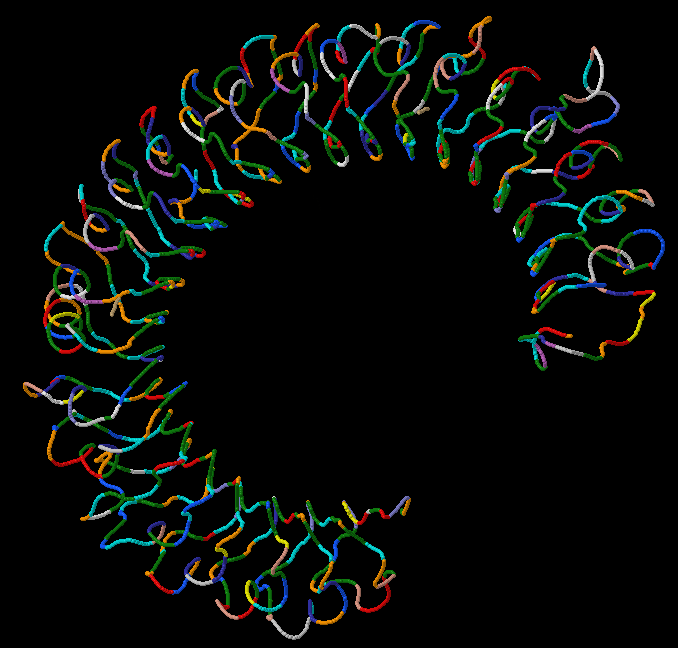
Dominio extracellulare caratteristico di un Toll-Like Receptor

I Toll-Like Receptor TLR (in italiano Recettori Toll-simili) sono una classe di proteine che giocano un ruolo chiave nella difesa dell'organismo, in particolare nell'immunità innata.
Sono recettori transmembrana a singolo passaggio, non catalitici, espressi soprattutto sulla membrana di cellule sentinella come macrofagi e cellule dendritiche. Essi riconoscono determinate strutture tipiche di patogeni e microbi e per questo motivo fanno parte della superfamiglia dei "recettori che riconoscono profili molecolari" (Pattern Recognition Receptors o PRR). Una volta che il patogeno ha fatto breccia nelle barriere anatomiche dell'ospite (es. cute o mucosa intestinale dell'uomo) esso è riconosciuto grazie ai TLR che attivano le risposte immunitarie delle cellule sentinella.
Nell'uomo esistono dieci TLR funzionanti nominati TLR1, TLR2, TLR3, TLR4, TLR5, TLR6, TLR7, TLR8, TLR9, TLR10. In altre specie sono stati scoperti anche TLR11, TLR12 e TLR13.
Il nome deriva dall'analogia strutturale con il gene Toll ("pazzesco", "fantastico", in tedesco) identificato in Drosophila da Christiane Nüsslein-Volhard nel 1985.

## Ubicazione dei TLR e analisi della struttura quaternaria
I TLR nei mammiferi sono espressi sulle membrane di:
- Monociti e macrofagi
- Cellule dendritiche
- Cellule NK (Natural Killer)
- Cellule dell'immunità di tipo adattativo (Linfociti B e T)[4]
- Cellule non specializzate in funzioni di tipo immunitario (es. fibroblasti, cellule endoteliali, cellule epiteliali)

Nell'uomo cinque TLR (TLR1, TLR2, TLR4, TLR5 e TLR6) sono presenti sulla membrana cellulare e sono deputati a riconoscere profili patogeni nell'ambiente extracellulare.
Altri quattro TLR (TLR3, TLR7, TLR8 e TLR9) sono invece presenti nelle membrane intracellulari, come reticolo endoplasmatico ed endosomi.
Dal punto di vista strutturale sono tutti delle glicoproteine integrali con una struttura extracellulare a semicerchio contenente residui di leucina e tratti caratteristici contenenti cisteina responsabili del legame. Nella porzione citoplasmatica sono presenti delle code che contengono il dominio TIR (Toll-IL-1 Receptor) deputato all'attivazione cellulare. Nel dettaglio, sono presenti 16-28 moduli ricchi di leucina composti da 20-30 amminoacidi che presentano una sequenza ripetuta: LxxLxLxxN, dove L sta per leucina, N per asparagina e x per un amminoacido qualsiasi. I TLR possono anche dimerizzare o eterodimerizzare aumentando così la specificità per altri profili molecolari. Un esempio è la risposta verso i peptidoglicani che è mediata da dimeri di TLR2 e TLR6. Alcuni TLR possono aver bisogno di molecole accessorie per agire come MD2 o CD14.

## Ligandi dei TLR

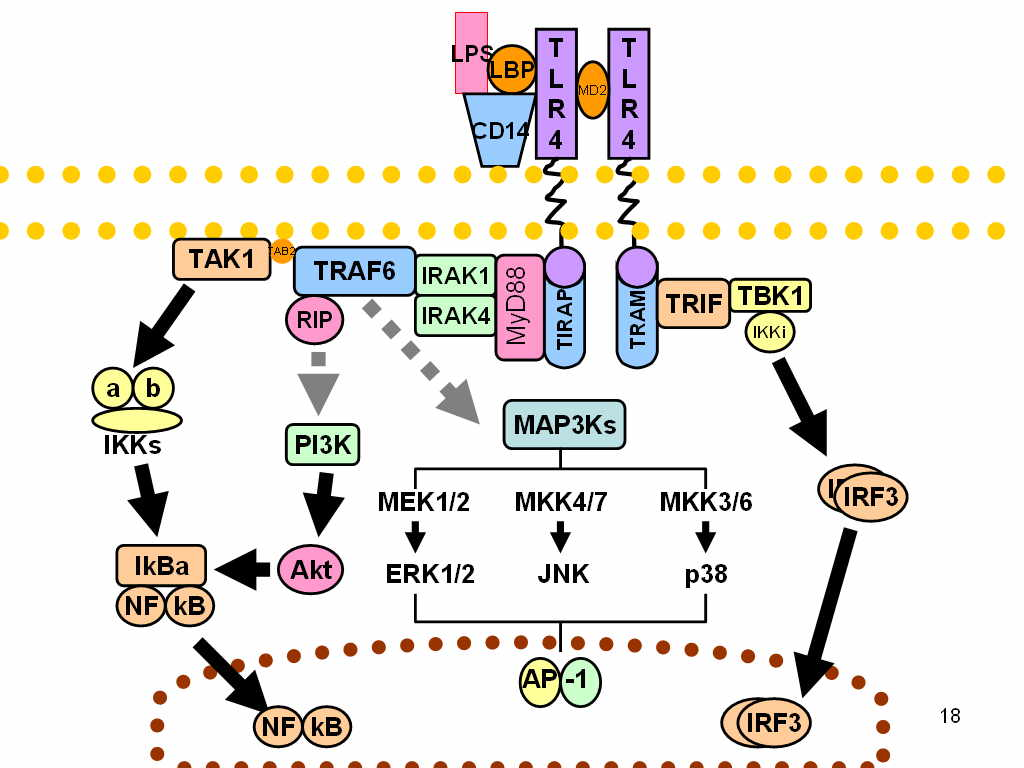
Cascata di segnale dei recettori di tipo Toll. Le linee grigie rappresentano delle interazioni sconosciute

I Toll-Like Receptors sono deputati al riconoscimento di una grande varietà di molecole espresse dai patogeni ma non dalle cellule dell'organismo. I TLR possono essere presenti sia sulle membrane extracellulari che intracellulari e sono specializzati nel riconoscere profili molecolari distinti. Il legame con questi ultimi attiva i recettori scatenando una risposta di tipo infiammatorio.

### TLR sulle superfici cellulari
Dei 9 TLR, sono cinque quelli presenti sulla membrana cellulare e deputati a riconoscere profili patogeni nell'ambiente extracellulare: TLR1, TLR2, TLR4, TLR5 e TLR6. TLR2 riconosce l'acido lipoteicoico e insieme al TLR6 i peptidoglicani, mentre TLR4 riconosce specificamente il lipopolisaccaride legato alla proteina LBP (LPS Binding Protein) legata a MD2 che forma un complesso con la proteina di membrana CD14, sfruttando così queste molecole accessorie. I recettori TLR4 non sono in grado da soli di legare il lipopolisaccaride. La proteina CD14 tuttavia ha la caratteristica di essere legata alla membrana mediante l'ancora GPI. In particolari condizioni fisiologiche l'ancora può essere tagliata da una fosfolipasi liberando così CD14 in ambiente extracellulare. CD14, insieme ad MD2, è quindi così libero di associarsi alla LBP con legato il polisaccaride, permettendo il riconoscimento del complesso ai TLR4. In questo modo anche cellule prive di CD14, ma con TLR4 esposti sulla membrana, sono in grado di avviare la trasduzione del segnale.
Nei topi è presente anche il TLR11 capace, come il TLR5, di riconoscere proteine intere. È espresso su macrofagi, cellule dendritiche e negli epiteli epatici, renali e vescicali.
Uno studio ha inoltre mostrato come il Toll-like receptor 4 sembri interagire con gli oppioidi creando un rinforzo nello sviluppo della dipendenza. Tale effetto sembra suffragato anche dalla reattività di questo recettore con gli antagonisti degli oppioidi(il (+)-Naloxone e (+)-altrexon). Questa scoperta potrebbe ridurre il rischio di dipendenza nell'utilizzo cronico di questi farmaci.

### TLR sulle membrane intracellulari
I restanti 4 TLR, TLR3, TLR7, TLR8 e TLR9 sono invece recettori presenti nelle membrane intracellulari, come reticolo endoplasmatico ed endosomi. Il loro principale ruolo è il riconoscimento di ligandi formati da acidi nucleici tipici dei microbi: RNA a doppia catena riconosciuti dal TLR3, CpG non metilate e DNA a singola o doppia elica dal TLR9, RNA a singola catena per i TLR7 e TLR8. Sebbene l'RNA a singola catena e il DNA a doppia catena siano presenti anche nelle cellule eucariotiche, i Toll-Like Receptors sono in grado di distinguere fra self e non self in base alla posizione di tali molecole: gli acidi nucleici dell'organismo non sono mai presenti negli endosomi se non in casi di cellule danneggiate che possono comunque portare a pericolo per il tessuto.

### Dettagli di trasduzione del segnale
Le cascate di segnale dipendono dalla tipologia del recettore e possono coinvolgere numerosi mediatori tra cui le MAP-chinasi e il fattore infiammatorio NF-κB.

## Tabella riassuntiva
| Recettore                       | Ligando(i)                                      | Sede ligando                  | Secondo messaggero  | Sede recettore           | Tipo cellulare                                                                         |
| ------------------------------- | ----------------------------------------------- | ----------------------------- | ------------------- | ------------------------ | -------------------------------------------------------------------------------------- |
| TLR 1                           | politriacil-lipopetidi                          | Batteri                       | MyD88/MAL           | Superficie cellulare     | - Monociti/Macrofagi - Alcuni ceppi di cellule dendritiche - Linfociti B               |
| TLR 2                           | poliglicolipidi                                 | Batteri                       | MyD88/MAL           | Superficie cellulare     | - Monociti/macrofagi - Cellule dendritiche mieloidi - Mastociti                        |
| TLR 2                           | polilipopeptidi                                 | Batteri                       | MyD88/MAL           | Superficie cellulare     | - Monociti/macrofagi - Cellule dendritiche mieloidi - Mastociti                        |
| TLR 2                           | polilipoproteine                                | Batteri                       | MyD88/MAL           | Superficie cellulare     | - Monociti/macrofagi - Cellule dendritiche mieloidi - Mastociti                        |
| TLR 2                           | acido lipoteicoico                              | Batteri                       | MyD88/MAL           | Superficie cellulare     | - Monociti/macrofagi - Cellule dendritiche mieloidi - Mastociti                        |
| TLR 2                           | peptidoglicano                                  | Batteri Gram-positivi         | MyD88/MAL           | Superficie cellulare     | - Monociti/macrofagi - Cellule dendritiche mieloidi - Mastociti                        |
| TLR 2                           | HSP70                                           | Cellule dell'ospite           | MyD88/MAL           | Superficie cellulare     | - Monociti/macrofagi - Cellule dendritiche mieloidi - Mastociti                        |
| TLR 2                           | zimosano                                        | Funghi                        | MyD88/MAL           | Superficie cellulare     | - Monociti/macrofagi - Cellule dendritiche mieloidi - Mastociti                        |
| TLR 2                           | Vari altri                                      |                               | MyD88/MAL           | Superficie cellulare     | - Monociti/macrofagi - Cellule dendritiche mieloidi - Mastociti                        |
| TLR 3                           | RNA a doppia elica (dsRNA), poli I:C            | Virus                         | TRIF                | Endosomi                 | - Cellule dendritiche - Linfociti B                                                    |
| TLR 4                           | lipopolisaccaride (LPS)                         | Batteri Gram-negativi         | MyD88/MAL/TRIF/TRAM | Superficie cellulare     | - Monociti/macrofagi - Cellule dendritiche mieloidi - Mastociti - Epitelio intestinale |
| TLR 4                           | varie heat shock proteins                       | Batteri e cellule dell'ospite | MyD88/MAL/TRIF/TRAM | Superficie cellulare     | - Monociti/macrofagi - Cellule dendritiche mieloidi - Mastociti - Epitelio intestinale |
| TLR 4                           | fibrinogeno                                     | Cellule dell'ospite           | MyD88/MAL/TRIF/TRAM | Superficie cellulare     | - Monociti/macrofagi - Cellule dendritiche mieloidi - Mastociti - Epitelio intestinale |
| TLR 4                           | residui di eparan-solfato                       | Cellule dell'ospite           | MyD88/MAL/TRIF/TRAM | Superficie cellulare     | - Monociti/macrofagi - Cellule dendritiche mieloidi - Mastociti - Epitelio intestinale |
| TLR 4                           | residui di acido ialuronico                     | Cellule dell'ospite           | MyD88/MAL/TRIF/TRAM | Superficie cellulare     | - Monociti/macrofagi - Cellule dendritiche mieloidi - Mastociti - Epitelio intestinale |
| TLR 4                           | Vari altri                                      |                               | MyD88/MAL/TRIF/TRAM | Superficie cellulare     | - Monociti/macrofagi - Cellule dendritiche mieloidi - Mastociti - Epitelio intestinale |
| TLR 5                           | flagellina                                      | Batteri                       | MyD88               | Superficie cellulare     | - Monociti/Macrofagi - Alcuni ceppi di cellule dendritiche - Epitelio intestinale      |
| TLR 6                           | polidiacyl-lipopeptidi                          | Mycoplasma                    | MyD88/MAL           | Superficie cellulare     | - Monociti/macrofagi - Mastociti - Linfociti B                                         |
| TLR 7                           | imidazochinolina                                | Piccoli composti sintetici    | MyD88               | Organelli intracellulari | - Monociti/Macrofagi - Cellule dendritiche plasmacitoidi - Linfociti B                 |
| TLR 7                           | loxoribina (un analogo della guanosina)         | Piccoli composti sintetici    | MyD88               | Organelli intracellulari | - Monociti/Macrofagi - Cellule dendritiche plasmacitoidi - Linfociti B                 |
| TLR 7                           | bropirimina                                     | Piccoli composti sintetici    | MyD88               | Organelli intracellulari | - Monociti/Macrofagi - Cellule dendritiche plasmacitoidi - Linfociti B                 |
| TLR 7                           | RNA a singola elica                             | Virus                         | MyD88               | Organelli intracellulari | - Monociti/Macrofagi - Cellule dendritiche plasmacitoidi - Linfociti B                 |
| TLR 8                           | piccoli composti sintetici; RNA a singola elica | Batteri / Virus               | MyD88               | Organelli intracellulari | - Monociti/Macrofagi - Alcuni ceppi di cellule dendritiche - Mastociti                 |
| TLR 9                           | DNA con CpG non metilate                        | Batteri / Virus               | MyD88               | Endosomi                 | - Monociti/Macrofagi - Cellule dendritiche plasmacitoidi - Linfociti B                 |
| TLR 10                          | sconosciuto                                     | sconosciuta                   | sconosciuto         | Superficie cellulare     | - Monociti/Macrofagi - Linfociti B                                                     |
| TLR 11 (presente solo nei topi) | Profilina                                       | Batteri uropatogeni           | MyD88               | Superficie cellulare     | - Monociti/Macrofagi - epatociti - rene - epitelio vescicale                           |